# Joseph-Émile Barbier
Joseph-Émile Barbier (ur. 18 marca 1839 w Saint-Hilaire-Cottes, zm. 28 stycznia 1889 Saint-Genest-Lerpt) – francuski astronom i matematyk. Twórca twierdzenia Barbiera.